# Hadiza Bazoum
Hadiza Ben Mabrouk Bazoum née en 1968, est une  défenseure des droits des femmes. Elle a été Première dame du Niger (en) d'avril 2021 à juillet 2023 sous la présidence de son mari, Mohamed Bazoum.
Depuis le coup d'État nigérien de juillet 2023, qui a renversé le gouvernement démocratiquement élu du président Bazoum, l'ancienne Première dame Hadiza Bazoum et son mari sont assignés à résidence au palais présidentiel de Niamey par la junte militaire,,. Les organisations nigériennes et internationales de défense des droits de l'homme (Groupe de défense des droits de l'homme (en)) ont appelé à la libération du couple, ainsi qu'à celle d'autres prisonniers politiques,. En février 2025, un groupe de travail des Nations Unies a appelé à la libération immédiate de Hadiza et Mohamed Bazoum, dénonçant leur détention comme « arbitraire » et en violation du droit international,.

## Biographie
Hadiza Bazoum est née au Niger en 1968. Elle est membre du peuple Toubou, un groupe ethnique du nord-est du Niger.
Madame Bazoum a suivi une formation d'avocate. Elle a terminé ses études secondaires au Niger et a étudié à l'Université de Niamey (aujourd'hui connue sous le nom d'Université Abdou Moumouni ). Alors qu'elle était à l'université, elle a rencontré son futur mari, Mohamed Bazoum, lors d'une réunion politique, où il parlait de réformes de l'éducation. Mohamed Bazoum a travaillé comme enseignant et homme politique avant d'être élu président en 2021. Le couple a quatre enfants : trois filles, dont Zazia Bazoum et Khadija Bazoum, et un fils, Salem Bazoum.

### Première dame du Niger
Mohamed Bazoum a été élu président du Niger lors des élections générales nigériennes de 2020-2021, succédant au président sortant Mahamadou Issoufou. Bazoum a été investi le 2 avril 2021, marquant la première transition démocratique pacifique d'un président démocratiquement élu à un autre depuis l'indépendance du Niger en 1960.
Hadiza Bazoum est devenue la nouvelle Première dame du Niger (en) . Au cours de son mandat de Première dame, madame Bazoum s'est concentrée sur l'amélioration des droits des femmes au Niger (Les femmes du Niger (en)), ainsi que sur l'accès à l'éducation et aux soins de santé au Niger (en) pour les femmes. Elle a créé et dirigé la Fondation Noor en 2021 pour promouvoir des initiatives caritatives. Par l'intermédiaire de la Fondation Noor, madame Bazoum a organisé un forum régional des femmes leaders pour discuter de la paix et des questions sociales à Tahoua en juin 2022, . Hadiza et sa Fondation Noor ont soutenu des initiatives d'autonomisation des jeunes (en), la réduction de la pauvreté, la construction d'écoles à Diffa, l'aide aux victimes des inondations dans la région de Zinder et de nouveaux établissements de santé, , . Elle a également promu les arts et le patrimoine culturel du Niger, notamment en soutenant les artistes, écrivains et musiciens (La musique du Niger (en)) nigériens au niveau national et international. En décembre 2022, Hadiza a également accueilli le 16e Festival de l'Aïr dans la ville oasienne d'Iferouane avec le ministre de la Culture, du Tourisme et de l'Artisanat Mohamed Hamid, dans le but d'améliorer l'attractivité du Niger en tant que destination touristique et écotouristique (Tourisme au Niger (en)) potentielle.

### Coup d'État et arrestations de 2023
Le 26 juillet 2023, un coup d'État mené par le commandant de la Garde présidentielle Abdourahamane Tchiani a renversé le président Mohamed Bazoum. Le président Bazoum, la Première dame Hadiza Bazoum et leur fils Salem, ont été arrêtés et placés en résidence surveillée au palais présidentiel de Niamey le jour du coup d'État, . Les filles de Bazoum étaient à Paris à ce moment-là, . Leur fils Salem, a été libéré le 8 janvier 2024 dans le cadre d'un accord négocié par le Togo et la Sierra Leone. Il a été rapporté à tort que Hadiza Bazoum avait également été libérée, mais elle est restée en détention avec son mari, .
Le président Mohamed Bazoum et la Première dame Hadiza Bazoum sont assignés à résidence dans une aile du palais présidentiel depuis le coup d'État de juillet 2023, . Ils sont détenus avec deux domestiques dans des pièces sans fenêtres et sans accès à leurs avocats. Un médecin serait autorisé à rendre visite à l'ex président detenu et à leur apporter de la nourriture une fois par semaine ,. Dans une interview accordée au Guardian en août 2023, la fille de Bazoum, Zazia, a rapporté que ses parents étaient détenus sans eau potable ainsi que de l'électricité et avec un approvisionnement limité en nourriture de base, comme des pâtes et du riz. Elle a également déclarée que ses deux parents avaient perdu du poids depuis leur arrestation.
Selon Human Rights Watch, au moins 30 alliés politiques du couple présidentiel sont également en prison ou assignés à résidence au Niger. Pendant ce temps, la junte militaire qui a renversé Bazoum, le Conseil national pour la sauvegarde de la patrie, dirigé par Abdourahamane Tchiani, opère depuis une autre partie du même palais présidentiel où Mohamed Bazoum et son épouse Hadiza sont emprisonnés, . Selon Jeffrey Smith, directeur exécutif de Vanguard Africa, « Ils [Mohamed et Hadiza ] sont utilisés comme otages, comme boucliers humains, pour leurs ravisseurs, qui gouvernent en réalité depuis le même palais».
Des groupes de défense des droits de l'homme et des partisans de l'ancien président Bazoum ont lancé une campagne mondiale pour faire pression sur la junte militaire de Tchiani afin qu'elle libère Hadiza Bazoum et son mari, bien que certains craignent que le couple soit oublié après le coup d'État, . En février 2025, le Groupe de travail des Nations Unies sur la détention arbitraire, un groupe d'experts indépendants, a déterminé que l'arrestation et la détention de l'ancien président Bazoum et de la Première dame Bazoum violaient le droit international et a appelé à leur libération immédiate, . Transparency International Niger et l'Association nigérienne de lutte contre la corruption (ANLC-TI) ont également dénoncé les « détentions prolongées et injustes » de Hadiza Bazoum et de son mari dans un communiqué du 8 avril 2025. Les organisations ont appelé à la libération de l'ancienne Première dame et présidente, ainsi que d'autres prisonniers politiques arrêtés depuis le coup d'État de juillet 2023, notamment l'ancien ministre de l'Intérieur Hamadou Souley (en), le militant des droits de l'homme Moussa Tchangari (en) et l'opposant politique Intinicar Alhassane. Le gouvernement du Nigéria a également réitéré son appel à la libération de l'ancien président et de la Première dame en avril 2025.